# Étude qualitative
 (juin 2016).
Si vous disposez d'ouvrages ou d'articles de référence ou si vous connaissez des sites web de qualité traitant du thème abordé ici, merci de compléter l'article en donnant les références utiles à sa vérifiabilité et en les liant à la section « Notes et références ».
Les études qualitatives regroupent l'ensemble des études utilisant des méthodes qualitatives pour la collecte et la description de données qualitatives. Celles-ci se définissent en opposition aux données quantitatives pouvant être mesurées et qualifiées par une unité de mesure alors que la donnée qualitative sera simplement décrite. Celles-ci peuvent donc être utilisées dans tous les domaines où des phénomènes ne peuvent être directement observés, notamment en sciences sociales et humaines.
Les études qualitatives sont menées par des spécialistes capables de mettre à l’aise et faire parler les personnes interrogées, mais aussi d’analyser les comportements non verbaux.

## Différentes approches possibles d'études qualitatives

### Études exploratoires et ethnologiques
Ces études permettent de mettre en lumière les attitudes et comportement des consommateurs face à un segment de marché.
L'ethnologie est l'étude descriptive des peuples et groupes humains. IL s'agit d'une des sciences humaines et sociales relative à la micro sociologie. Elle consiste à observer les interactions et les pratiques d'acteurs concrets (un petit groupe). Il est nécessaire de distinguer l'observation d'un grand groupe (macro-sociologie) qui relève de l'anthropologie à l'observation d'un petit groupe (micro-sociologie) qui relève de l'ethnologie.
Le marketing emprunte des méthodes à l'ethnologie afin d'affiner l'observation des pratiques des consommateurs en s'approchant le plus près de leur micro-comportements. Plus concrètement, l'ethnomarketing est une observation participante où la collecte de données se fait sur l'environnement du groupe d'individus observé.

### Études sensorielles
Ces études visent à comprendre quelle est l'appréciation et quelles sont les attentes des consommateurs en termes de dimensions organoleptiques d'un produit. Elles permettent aussi de faire un lien entre bénéfices attendus et dimensions sensorielles.

### Tests de communications
visent à mesurer la réaction des consommateurs en les projetant dans une situation réelle

## Différents outils d'études qualitatives
Il existe de nombreuses méthodologies d’études qualitatives, les plus connues étant : les réunions de groupe - ou focus groupes, les entretiens en face à face, la méthode Delphi et l'ensemble des méthodes ethnographiques comme l'observation directe ou indirecte, la photographie, la netnographie, le récit...
Ces diverses méthodes s'appliquent à tous les domaines où les études qualitatives peuvent être sollicitées et, particulièrement au marketing.

### Entretiens en face à face
Les entretiens en face à face résultent de la rencontre d'un interviewer et d'un interviewé.
Lors d’un entretien en face à face, le but de l’enquêteur est de recueillir les sentiments d’un consommateur vis-à-vis d’une problématique. Il va tenter de comprendre son comportement, de recueillir ses impressions et de décrypter ses attitudes.
Pour mener son entretien, l’enquêteur se sert de son guide d’animation qui comporte des questions préétablies auxquelles le consommateur va devoir répondre.
L’entretien en face à face est le moyen d’aller en profondeur, de rebondir de manière immédiate sur des notions évoquée par le consommateur et d’avoir accès à des points de vue plus personnels de la part du consommateur.
Pour que l’entretien en face à face soit réalisé dans les meilleures conditions possibles, il faut qu’il réponde à certaines conditions.
Les entretiens en face à face nécessitent un effort d’état d’esprit de la part de l’enquêteur :
- Il doit écouter attentivement le consommateur, il doit savoir entendre et comprendre l’autre sans interprétation
- Il doit faire appel à son empathie : il doit savoir se mettre au niveau de son interlocuteur et créer une relation de confiance, voire de complicité, afin de favoriser les confidences
- Il ne doit pas être directif et ne pas biaiser l’entretien en donnant des pistes de réponse auxquelles le consommateur n’aurait pas pensé
- Il doit se montrer ouvert et soutenir la parole de son interlocuteur

### Réunions de groupe (Focus groups)
Les réunions de groupe ou tables rondes sont une autre méthode utilisée dans les études qualitatives.
L’interviewer réunit dans une salle un certain nombre de consommateurs, généralement entre 6 et 10 personnes.
De la même manière que pour les entretiens en face à face, un enquêteur dirige une réunion de groupe grâce à un guide d’animation qui comporte les questions auxquelles les participants vont devoir répondre.
Les réunions de groupe sont l’occasion pour les participants d’interagir entre eux. Ils peuvent ainsi faire des associations d’idée, rebondir et réagir à ce que la personne précédente a dit, et apporter des éléments nouveaux pour l’étude qualitative.
Les réunions de groupe favorisent de nouvelles idées, les opinions sont démultipliées.
Elles permettent d’ailleurs d’avoir accès à un nouvel outil dans les études qualitatives : le travail collectif, notamment via des groupes de créativité.
Les réunions de groupe, pour qu’elles soient optimisées, doivent répondre à certaines conditions :
- l’enquêteur doit faire appel à son empathie, il doit être proche des participants. Puisqu’il n’est pas possible, en termes de temps et de dynamisme, de s’intéresser à chaque participant individuellement, l’enquêteur doit faire partie du groupe. Ainsi, l’enquêteur crée un climat favorable aux échanges ;

- néanmoins, l’enquêteur se doit d’être transparent, au niveau de sa tenue vestimentaire ou de son langage, pour ne pas heurter ou déstabiliser les participants ;

- les salles doivent être organisées de manière que tout le monde soit au même niveau : ni en avant, ni en retrait.

#### Différents formats de groupes (nombres de participants)
Le format d'une réunion de groupe n'est pas fixe, il existe plusieurs possibilités.
Allant de 3 et jusqu'à presque 20 participants parfois : tout dépend des objectifs de l'étude. Les différents formats de groupes vont conduire à des échanges dont la teneur va varier selon la taille du groupe

##### Groupes classiques: 8 personnes -2h30
C'est le type de groupe le plus utilisé. On réunit environ huit personnes qui vont échanger entre elles. Les participants étant nombreux, les opinions sont souvent très diverses et très enrichissantes.
Les groupes classiques sont également l'occasion de mettre en place un travail collectif.

##### Plus petits groupes: 4 ou 6 personnes
Ils sont relativement similaires aux groupes classiques. Ils permettent d'avoir un climat plus intime et de faire des travaux collectifs demandant plus de concentration.

##### Dyades et triades
Les dyades et les triades sont de petits groupe composé de l'enquêteur et de deux (ou trois) participants. Les petits groupes permettent d'instaurer un climat plus personnel, plus propice à la confidence. Les petits groupes sont également le moyen d'interroger des enfants ou des jeunes qui sont plus à l'aise en groupe.

### Observation
L’observation fait partie intégrante d’une étude qualitative. L’observation est une méthode de recueil des informations qui est déjà présente dans les entretiens en face à face et dans les groupes, mais qui peut être utilisée de manière plus approfondie.
Les émotions du consommateur, le ton qu’il emploie, sa posture corporelle, ses silences et ses hésitations renseignent l’enquêteur sur ce qu’il pense, ce qu’il ressent.
L’observation est un moyen d’obtenir des réponses inconscientes du consommateur, des ressentis qu’il n’ose pas, ou qu’il n’arrive pas, à exprimer par la parole face à une problématique : la façon dont il se comporte va montrer son intérêt ou son désintérêt, son implication ou son indifférence face à une situation.
Une observation peut se faire de deux manières :
- soit elle est dite « flottante » : l’observation se porte sur un thème très large ;
- soit elle est dite « focalisée » : l’enquêteur ne fait alors attention qu’à un aspect très spécifique du comportement du consommateur.

Néanmoins, l’enquêteur doit prendre en compte certaines réactions du consommateur observé pour ne pas faire une mauvaise analyse, notamment le fait que les consommateurs ont tendance à changer de comportement lorsqu’ils savent qu’ils sont observés, ils ont surtout tendance à faire « le mieux possible »

### Études qualitatives Online
Un des outils utilisés dans les études qualitatives est le Online. Il existe deux façons de réaliser une étude qualitative Online :
- le forum Internet animé par un enquêteur

Le forum Internet réunit autour d'un animateur 6 à 10 internautes dans un salon virtuel. Le principe est le même que dans une réunion de groupe classique : les participants rebondissent et réagissent par rapport aux déclarations des autres. Ils sont dirigés par un animateur qui pose des questions pendant environ 1h30.
- le journal Online

À la manière d'un journal intime, les participants remplissent chaque jour un formulaire en ligne et répondent à des questions posées par l'enquêteur. Ce type d'outil qualitatif peut être utilisé sur une semaine, deux semaines voire plus. Les journaux Online permettent d'avoir des informations de la part du consommateur sur la durée. Elles permettent d'avoir une image très représentative des habitudes quotidiennes des consommateurs. Il est ainsi possible de se rendre compte, par exemple, des différences d'usage d'un produit selon les jours de la semaine. Le nombre de participants n'est pas limité.
Les études qualitatives Online permettent de regrouper des cibles dispersées géographiquement et garantissent l'anonymat donc favorisent la libre expression. Les consommateurs peuvent donc se confier sans avoir peur d'être jugés.

## Lien entre études qualitatives et Marketing

### Domaine d'application des études qualitatives en marketing
Différentes problématiques marketing peuvent amener à mettre en place des études qualitatives :
- observation des modes de consommation ;
- recherche de concepts nouveaux de consommation ;
- recherche de message à véhiculer ;
- recherche d'optimisation de nouveaux produits en phase de développement ;
- test de message publicitaire ou de prototype produit ;
- exploration de la compréhension de la relation client-annonceur.

### Différentes étapes d'une étude qualitative en marketing
1. Définition des objectifs
2. Définition de la cible
3. Recrutement des consommateurs
4. Réalisation du terrain d'étude : animations, observations,
5. Analyse des contenus (parlés, écrits, observés)
6. Formulations de résultats
7. Recommandations en lien avec les objectifs définis

## Sources
(en) G. Morgan et L. Smircich, The Case for Qualitative Research, Academy Of Management Review, 5, 4, 1980, p. 491-500
(en) Sandelowski M. (2000). Whatever happened to qualitative description?. Research in nursing & health, 23(4), 334–340. https://doi.org/10.1002/1098-240x(200008)23:4<334::aid-nur9>3.0.co;2-g